# Тоодси (Сетомаа)
То́одси (эст. Toodsi), на письме ранее также Тоотси (эст. Tootsi) — деревня в волости Сетомаа уезда Вырумаа, Эстония. Исторически относится к нулку Лухамаа.
До административной реформы местных самоуправлений Эстонии 2017 года входила в состав волости Миссо (упразднена).

## География и описание
Расположена у границы Эстонии и России, в 31 километре к юго-востоку от уездного центра — города Выру — и в 41 километре к юго-западу от волостного центра — посёлка Вярска. Высота над уровнем моря — 173 метра.
Климат переходный от морского к континентальному. Официальный язык — эстонский. Почтовый индекс — 65038.

## Население
По данным переписи населения 2021 года, в Тоодси проживали 3 человека.
По данным Регистра народонаселения, по состоянию на 29 апреля 2021 года в деревне постоянно проживал один человек.
По данным Департамента статистики, по состоянию на 1 января 2020 года в деревне не было постоянных жителей.
По данным переписи населения 2011 года, в деревне насчитывался один житель.
Численность населения деревни Тоодси:
| Год  | 1959 | 1970 | 2000 | 2011 | 2017 | 2018 | 2019 | 2020 | 2021 |
| ---- | ---- | ---- | ---- | ---- | ---- | ---- | ---- | ---- | ---- |
| Чел. | 11   | ↘ 6  | ↘ 1  | → 1  | ↗ 3  | ↘ 0  | → 0  | → 0  | ↗ 3  |

## История
В письменных источниках 1882 года упоминаются Тучино, Вахново (пустошь), примерно 1920 года — Tutšino, 1922 года — Tootsi. Хотя пустынь впервые упомянута ещё в XIX веке, деревня стала развиваться только в начале XX века; в 1939 году здесь были единичные хутора, и как деревня Тоодси была обозначена в 1945 году.
В 1977–1997 годах Тоодси была частью деревни Лухамаа.

## Происхождение топонима
В случае эстонского происхождения названия деревни можно привести слова из южно-эстонского диалекта ′toodsu′ («сопливый, запущенный ребёнок») и ′toodus′ («зарница»). Основой топонима также может быть немецкое личное имя Тоотс (Theoderich). Можно также исходить из русского слова «туча»  в смысле «что-либо огромное, пухлое, тучное, громоздкое, объемистое и рыхлое, составное, сборное»; «грозовое облако, дождевое, градовое, тёмное, к ненастью» (Толковый словарь Даля), однако вопрос русского происхождения топонима остаётся открытым.
Языковед Эвар Саар считает, что русское написание названия деревни Тучино скорее всего имеет латышское происхождение (Tūcis, старинное личное имя).
Топоним Тучино довольно широко распространён в Псковской области.

## Комментарии
1. ↑  Эстонские топонимы, оканчивающиеся на -а, не склоняются и не имеют женского рода (исключение — Нарва)[8].